# Comuna Ilmivka, Horodnea
Ilmivka (în ucraineană Ільмівка) este o comună în raionul Horodnea, regiunea Cernihiv, Ucraina, formată din satele Blîjnie, Ilmivka (reședința), Karpivka, Marocikîne, Mostî și Svitanok.

## Demografie
Componența lingvistică a comunei Ilmivka
     Ucraineană (96%)
     Rusă (2,61%)
     Belarusă (1,39%)
Conform recensământului din 2001, majoritatea populației comunei Ilmivka era vorbitoare de ucraineană (96%), existând în minoritate și vorbitori de rusă (2,61%) și belarusă (1,39%).